# 放射性

放射性的標誌。Unicode所收錄的編碼為U+2622

放射性或輻射性是指某核種的原子核不穩定，會自发性地放出游離輻射（如α射线、β射线、γ射线等）而衰变成另一種核種（衰变产物），這種特性稱為放射性。衡量放射性強度的國際單位為貝克勒（Bq），傳統單位則為居禮（Ci）。
原子核不穩定、具有放射性的核種稱為放射性核種或放射性同位素，其衰变时放出的能量称为衰变能量。至於原子核足夠穩定，不會或無法觀測到其發生衰變的核種，則稱作穩定核種或穩定同位素。每種元素都有著許多種放射性同位素，若某元素的所有同位素都具有放射性，則我們稱該元素為放射性元素，原子序數為83（鉍）以上的元素都屬於放射性元素，而原子序數小於83的元素都具有至少一種穩定的同位素（锝和鉕除外）。
有趣的是，絕大多數穩定核種的質子或中子數都至少有一個是偶數，質子和中子數皆為奇數的穩定核種非常稀少；而週期表中原子序為偶數的元素，其穩定同位素的數量通常也比相邻的奇數者來得多；此外，從原子序84（釙）開始一直到97（鉳）之間的放射性元素中，原子序是偶數者，其最長壽同位素的半衰期也都比相邻的奇數者长。这是由於原子核中的質子或中子互相成對時，能互相抵銷彼此的自旋角動量，使得原子核具有較大的穩定度，因此核子數為偶數的核素形成穩定核的可能性本身便比奇數者來得高。除了核子是否成對外，原子核中具有特定數目的質子或中子時，將有利於形成特別穩定的配置結構，稱為魔數（皆為偶數）。
對單一原子來說，放射性衰变依照量子力學是隨機過程，無法預測特定一個原子是否會衰变。不過原子衰变的機率不會隨著原子存在的時間長短而改變。對大量的原子而言，可以用量測衰變常數計算其衰變速率及半衰期。放射性核種的半衰期沒有已知的時間上下限，範圍可以到55個數量級，短至幾乎瞬間，長至宇宙年齡的一兆倍。穩定性愈高的放射性核種，其半衰期愈長，放射性愈低。在所有元素的放射性同位素中，有650種的半衰期超過一小時，而有數千種的半衰期更短。
發生衰變的放射性核種稱為母核種（parent nuclide）或母同位素（parent isotope），其衰變後產生的核種稱作子核種（daughter nuclide）或子同位素（daughter isotope）。子核種有可能是穩定核種，但也可能同樣具有放射性，會繼續衰變形成下一個子核種。大部分放射性核種並不直接衰變成穩定核種，而是經過一連串的衰變反應，最終達至穩定核種為止，稱作衰變鏈。
放射性衰变有許多種不同的類型。衰变過程中若原子核的中子數或質子數發生了改變，則稱此衰變為核嬗變。若為中子數的改變，則核嬗變後的產物為同種元素的另一種同位素；若為質子數的改變，則核嬗變後的產物為另一種不同的化學元素。
最常見的衰变種類是α衰變和β衰變。α衰變是原子核放出α粒子（氦原子核），是發射核子的衰變中最常見的。不過有些原子核也會放出質子（質子發射）或中子（中子發射），或者釋放比α粒子更重的原子核（自發分裂或簇衰变）。β衰變是原子核釋放β粒子（電子或正電子）及微中子，並將質子轉變為中子（或是將中子轉變為質子） 。原子核的質子也可能捕獲軌道上的電子，使質子轉變為中子，此為電子捕獲。上述的衰变種類都屬於核嬗变。
此外，也有一些核衰变不會改變原子核的組成，產生新的核種，例如γ衰变為激發態原子核的能量以γ射線的方式釋出，而內轉換則是激发态原子核将能量转移至轨道电子上，轨道电子再脱离原子的現象。這類衰變通常並不單獨發生，而往往伴隨在α衰變、β衰變或電子捕獲之後而起。
目前地球上有34個天然存在的放射性原始核種，分屬於28個化學元素。它們的形成可以追溯到太陽系誕生之前，由於它們都具有非常長的半衰期，因此直至今日仍能以相當的量存在於地球上。著名的例子包括鈾、釷等放射性元素，以及鉀-40、釤-147等非放射性元素的長壽放射性同位素。除了以上34種長壽放射性核種外，地球上也存在著約50個非原生的、壽命較短的放射性核種。其中一部分是放射性原始核種衰變後的產物（例如鐳-226、氡-222及釙-210等），部分則是宇宙射線散裂產生的宇生放射性核種（例如氚、碳-14及磷-32等），如碳-14就是由宇宙射線撞擊氮-14所產生。
放射性核種也可透過粒子加速器或核反應爐來人工合成。使用人工合成的方式能製造出許多自然界中不存在的放射性核種，稱為人造同位素，它們的壽命通常較短，且不處於自然界的3條主要衰變鏈中，因此只能以人工合成的方式生成。所有同位素皆為人造同位素的元素稱作人工合成元素或人造元素，例如鑀、鐨等。

## 發現史

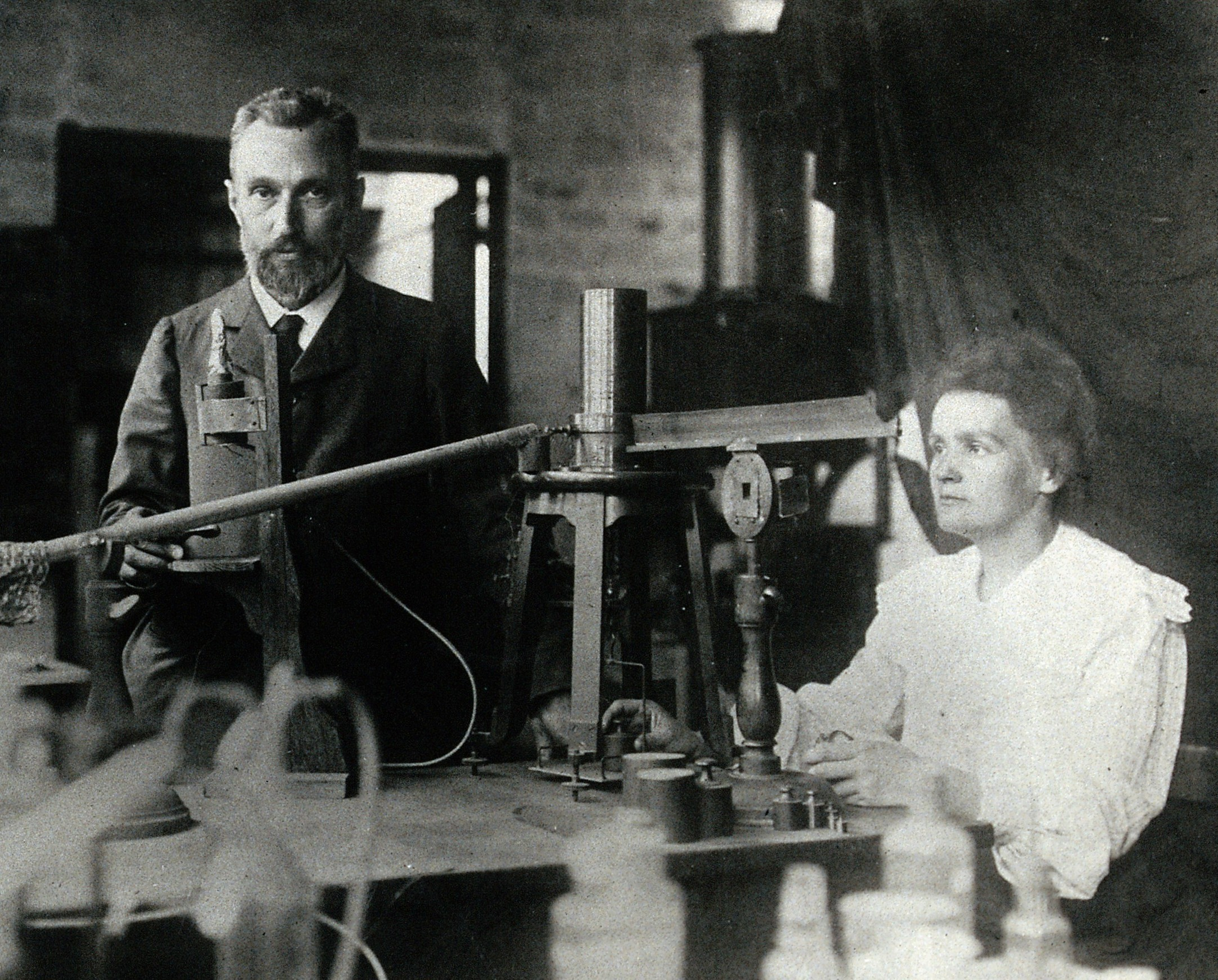
居里夫婦及他們在巴黎的實驗室

放射性是由法國科學家亨利·贝克勒尔在1896年研究磷光材料時發現，磷光材料在暴露在日光下後，在黑暗中會發光，他認為X射线碰撞陰極射線管後發出的光和磷光有關。他將照片底片捲在黑色紙張內．上面放置許多不同的磷光材料，一直到用鈾鹽時底片才有影像，即使底片被黑色紙張包覆在內．底片仍顯現出黑色的感光圖像。這種穿透性質的輻射被稱為「贝克勒尔射線」。
後來很快就發現上述的感光和磷光無關．因為使用非磷光材料的鈾鹽甚至鈾金屬，也會有一樣的效果。因此推斷有一種不可見的輻射可以穿過黑色紙張，使底片感光而變黑。
一開始人們認為這種輻射類似於剛發現的X光。而贝克勒尔、欧内斯特·卢瑟福、保罗·维拉尔、皮埃尔·居里、瑪麗·居里等人的研究發現這種輻射比X光複雜。卢瑟福是第一個發現具有這種輻射性質的元素會依循著指數形式衰減的人。卢瑟福和他的學生弗雷德里克·索迪最早發現元素的衰變過程會使其原子嬗变成另一種元素的原子。隨後，弗雷德里克·索迪和卡西米爾·法揚斯提出索迪-法揚斯放射位移定律，用於描述α衰變及β衰變的產物。
早期的研究者也發現除了鈾之外，一些其他的化學元素也具有這種輻射性質，例如釷等。皮埃爾·居禮和瑪麗·居禮發現瀝青鈾礦的輻射劑量遠高於理論值，因此推斷其中含有放射性遠強於鈾的未知元素，並經過反覆實驗後成功從中分離出兩種新元素：钋和镭。镭一方面具有放射性，而且化學性質類似鋇，增加了分離的難度，瑪麗·居禮也因分離了這二種元素而獲得諾貝爾化學獎。
居禮夫婦對放射性的研究對科學和醫學界有著重大影響。他們發現了釙和鐳之後，創造了「放射性」（radioactivity）一詞來定義這種重元素發射高能游離輻射的性質（後來該詞的定義被擴展到所有元素）。他們對放射性的研究和鐳的發現開啟了使用鐳治療癌症的時代，不但是核能的首個和平用途，更是現代核醫學的開端。

## 放射性單位

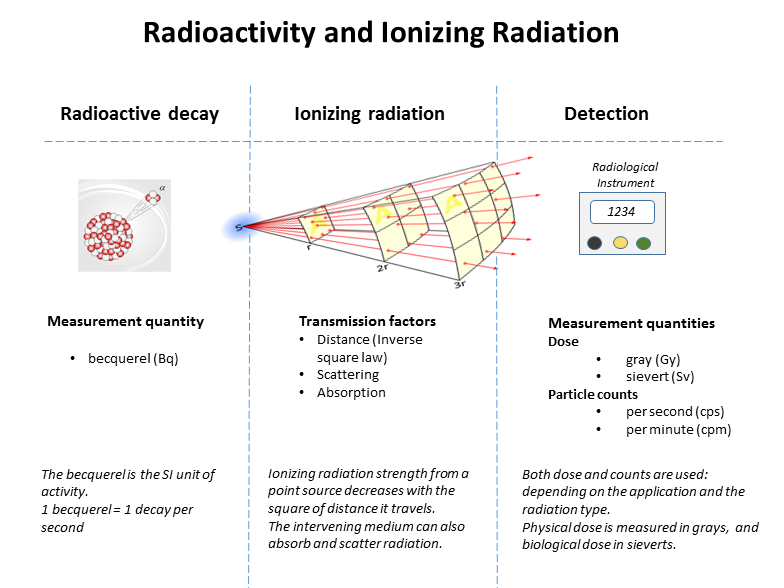
放射性和偵測到电离辐射之間的關係

国际单位制（SI制）的放射性強度單位為贝可勒尔（Bq），得名自科學家亨利·貝克勒尔，1貝克勒定義為一秒有一個原子衰變。
較早期放射性活度的單位為居里（Ci），定義為其一克的鐳226放射性活度。現在一居里定義為每秒3.7×1010個原子衰變，因此1 居里 （Ci） = 3.7×1010 Bq。在放射保護的應用上，美国核能管理委员会允許使用居里及国际单位制單位
，但歐盟的欧洲测量单位指令要求在公共衛生方面，自1985年12月31日起不能使用居里單位。

## 衰变
放射性衰变是指不穩定的原子核放射出電離輻射並轉換其核子組成或能階的現象。放射性衰变通常都有一定的周期，并且一般不因物理或化学环境而改变，这也就是放射性可用于确定年代的原因。由於一個原子的衰變是自然地發生，即不能預知何時會發生，因此會以機率來表示。假設每顆原子衰變的機率大致相同，例如半衰期為一小時的原子，一小時後其未衰變的原子會剩下原來的二分之一，兩小時後會是四分之一，三小時後會是八分之一。
放射性衰变根據過程和產物的不同分為非常多種類型，某些原子的放射性衰變會生成另一種核種的原子，並釋放出α粒子、β粒子或微中子等粒子，在發生衰變後，處於激發態的原子還會釋出γ射線。每種放射性核種通常都有其固定的衰變模式，但有些核種有可能發生多種形式的衰變，稱為分支衰變（branching decay），例如鉀-40有89.28%的機率發生β-衰变形成鈣-40，10.72%發生電子俘獲形成氬-40。
通常衰變所生成的產物大多也帶有放射性，因此會進行一連串的衰變過程，直至該原子衰變成一穩定的核種，稱作衰變鏈。但像碳-14、鉀-40等核種則只會經過一次衰變便形成穩定核種，並不會一連串地發生衰變。
衰變後的實物粒子靜止質量的總合會少於衰變前實物粒子靜止質量的總和，根據質能方程，能量可以表現出質量。當物體的能量增加E，其質量則增加E/C²，當物體的能量減少E，其質量也減少E/C²，如果一個原子核衰變後放出實物粒子，假設該原子核在衰變前相對於某一惯性參照物靜止，衰變後的新原子核和所放出的實物粒子相對於該慣性參照物運動，即對於該慣性參照物而言，新原子核和所放出的實物粒子具有動能，當新原子核或所放出的實物粒子與其他粒子發生碰撞，它便會失去能量。因此，衰變前和衰變後質量和能量都是守恆的，粒子的靜止質量則不守恆。如果該原子核放出光子，同樣的，光子也具有質量，但沒有靜止質量。
發生核衰變的放射性核種中，有的是在自然界中天然存在的，如鈾-238、碳-14等，也有很多是經過粒子對撞等方法人工合成的核種，如鈷-60、鎝-99m等。

### 衰变类型
放射性原子核能以许多不同的形式进行衰变以使自身达到更稳定的状态，每種放射性核種均有其固定的衰變模式。下表中总结了主要的几种衰变类型。一个质量数为A、原子序数为Z的原子核在表中描述为（A, Z），“子核”一栏以这种描述方式指出母核衰变后产生的子核与母核的不同。例如，（A − 1，Z + 1）意为“子核质量数比母核少1（少一个核子），而原子序数比母核多1（多一个质子）”。
| 代號                     | 衰变类型                 | 衰變模式                                                                                              | 子核                           | 例子                                                      |
| ------------------------ | ------------------------ | --- | ------------------------------ | --------------------------------------------------------- |
| 伴随核子发射的衰变类型： |                          | |                                |                                                           |
| α                        | α衰变                    | 原子核中放射出一个α粒子（A = 4，Z = 2）的衰变类型                                                     | （A − 4，Z − 2）               | 238 92U → 234 90Th + 4 2He                                |
| p                        | 质子发射                 | 原子核中放射出一个质子（ p ）的衰变类型                                                               | （A − 1，Z − 1）               | 151 71Lu → 150 70Yb + p                                   |
| n                        | 中子发射                 | 原子核中放射出一个中子（ n ）的衰变类型                                                               | （A − 1，Z）                   | 15 4Be → 14 4Be + n                                       |
| 2p                       | 双质子发射               | 原子核中同时放射出两个质子的衰变类型                                                                  | （A − 2，Z − 2）               | 45 26Fe → 43 24Cr + 2p                                    |
| 2n                       | 双中子发射               | 原子核中同时放射出两个中子的衰变类型                                                                  | （A − 2，Z）                   | 5 1H → 3 1H + 2n                                          |
| SF                       | 自发裂变                 | 原子核自发地分裂成两个或多个较小的原子核及其他粒子的衰变类型                                          | 隨機                           | 250 96Cm → 130 52Te + 120 44Ru                            |
| CD                       | 簇衰變                   | 原子核放射出一簇特定类型的较小的原子核或其他粒子（A1，Z1，比α粒子大，但比自发裂变的子核小）的衰变类型 | （A − A1，Z − Z1）+ （A1，Z1） | 223 88Ra → 209 82Pb + 14 6C                               |
| 各种β衰变类型：          |                          | |                                |                                                           |
| β-                       | β-衰变                   | 原子核中放射出一个电子（ e− ）和一个反电中微子（ ν e）的衰变类型                                      | （A，Z + 1）                   | 32 15P → 32 16S + e− + ν e                                |
| β+                       | 正电子发射（β+衰变）     | 原子核中放射出一个正电子（ e+ ）和一个电中微子（ ν e）的衰变类型                                      | （A，Z − 1）                   | 11 6C → 11 5B + e+ + ν e                                  |
| EC、ε                    | 电子俘获                 | 原子核吸收一个轨道电子并放射出一个电中微子的衰变类型（衰变后的原子核以不稳定激发态的形式存在）        | （A，Z − 1）                   | 53 25Mn + e− → 53 24Cr + ν e                              |
| 2β-、β-β-                | 双β-衰变                 | 原子核中放射出两个电子和两个反电中微子的衰变类型                                                      | （A，Z + 2）                   | 130 52Te → 130 54Xe + 2 e− + 2 ν e                        |
| 2β+、β+β+                | 双正电子发射（双β+衰变） | 原子核中放射出两个正电子和两个电中微子的衰变类型                                                      | （A，Z − 2）                   |                                                           |
| DEC、εε                  | 双电子俘获               | 原子核吸收两个轨道电子并放射出两个电中微子的衰变类型（衰变后的原子核以不稳定激发态的形式存在）        | （A，Z − 2）                   | 130 56Ba + 2 e− → 130 54Xe + 2 ν e                        |
| 同种原子核间的转换：     |                          | |                                |                                                           |
| γ                        | γ衰變                    | 激发态原子核放射出高能光子（γ射线）的衰变类型                                                         | （A，Z）                       | 60 28Ni * → 60 28Ni + γ                                   |
| IT                       | 同质异能跃迁             | 亚稳态原子核（核同质异能素）放射出高能光子（γ射线）的衰变类型，即半衰期較長（10−9秒以上）的γ衰變      | （A，Z）                       | 99m 43Tc → 99 43Tc + γ                                    |
| IC                       | 內轉換                   | 激发态原子核将能量转移至轨道电子上，轨道电子再脱离原子的衰变类型                                      | （A，Z）                       | 203 81Tl * → 203 81Tl + 內轉換電子 + 特性X射線 + 俄歇电子 |

## 天然辐射的来源
自然界中的放射線是由天然放射性核種所放射出，而天然放射性核種有以下四種可能的來源：
- 原始放射性核種：原始核種（英语：Primordial nuclide）是指在地球起源时就存在于地壳中的核種，大多是在恆星核合成和超新星爆炸的過程中產生，包括所有穩定核種和一些半衰期極長的放射性核種，其中一些核種的半衰期甚至長達宇宙年齡的數倍，因此直到近年來才檢測出其放射性。地殼中的原始放射性核種经歷數十億年的长久地质年代，母、子体之间已达到平衡，其中最重的三種核種在地殼中的衰變過程組成了現今自然界中三條最主要的衰變鏈，分別是以238U为母体的铀系、以235U为母体的锕系和以232Th为母体的钍系，这三條衰變鏈的初始核種具有极长的半衰期，且衰變的終點都是鉛的穩定同位素。除了以上三種核種外，其他代表性的原始放射性核種還包括40K、48Ca和209Bi等，總共約34種。
- 次生天然放射性核種：為上述原始放射性核種的衰變產物。它們的半衰期通常較短，但由於處在自然界的三大衰變鏈中，因此能不斷地作為衰變產物生成。例子包括鐳、氡和釙等的天然同位素。由於它們的半衰期較短，單位時間內的放射劑量較大，因此礦場和地下室的放射性危害通常是由這些短壽命核種造成的。
- 宇生放射性核種：來自外太空的宇宙射线與地球上的物質發生碰撞（即宇宙射線散裂）後會產生許多新的核種，稱為宇生核種（英语：Cosmogenic nuclide），包括穩定核種和放射性核種。代表性的宇生放射性核種包括3H、14C和32P等。
- 核生成放射性核種：地球上的原子發生自發分裂、中子捕獲等作用後也能產生各種穩定核種和放射性核種，稱為核生成（英语：Nucleogenic）核種。例如自然界中的99Tc、239Pu等放射性核種主要是由核生成作用所產生。

α粒子的穿透力最小，一张纸可挡住。β粒子可由铝片屏蔽。γ射線穿透力強，必须使用实质性的障碍，例如一层非常厚的铅，但仍然未能完全阻挡。

## 放射性的用途
- 医学：X光檢查、癌症電疗
- 矿业：放射性选矿
- 工业：核能發電、探测焊接点和金属铸件的裂縫、工業生產線上的自動品質控制系統、量度電鍍薄膜的厚度、消除靜電
- 农业：知道肥料的吸收及流失
- 考古：鑑定古物所屬的年代（放射性定年法）
- 其他：大氣核試爆、夜光手錶、煙火感應器、螢光指示牌、藝術品

## 相關的警告標誌

三葉形符號警告有電離輻射
2007 針對IAEA1-3級的ISO輻射危險符號，可能會造成死亡或嚴重傷害的放射源[15]
輻射物質的危險物質運送標誌（II 级黄放射性物质）
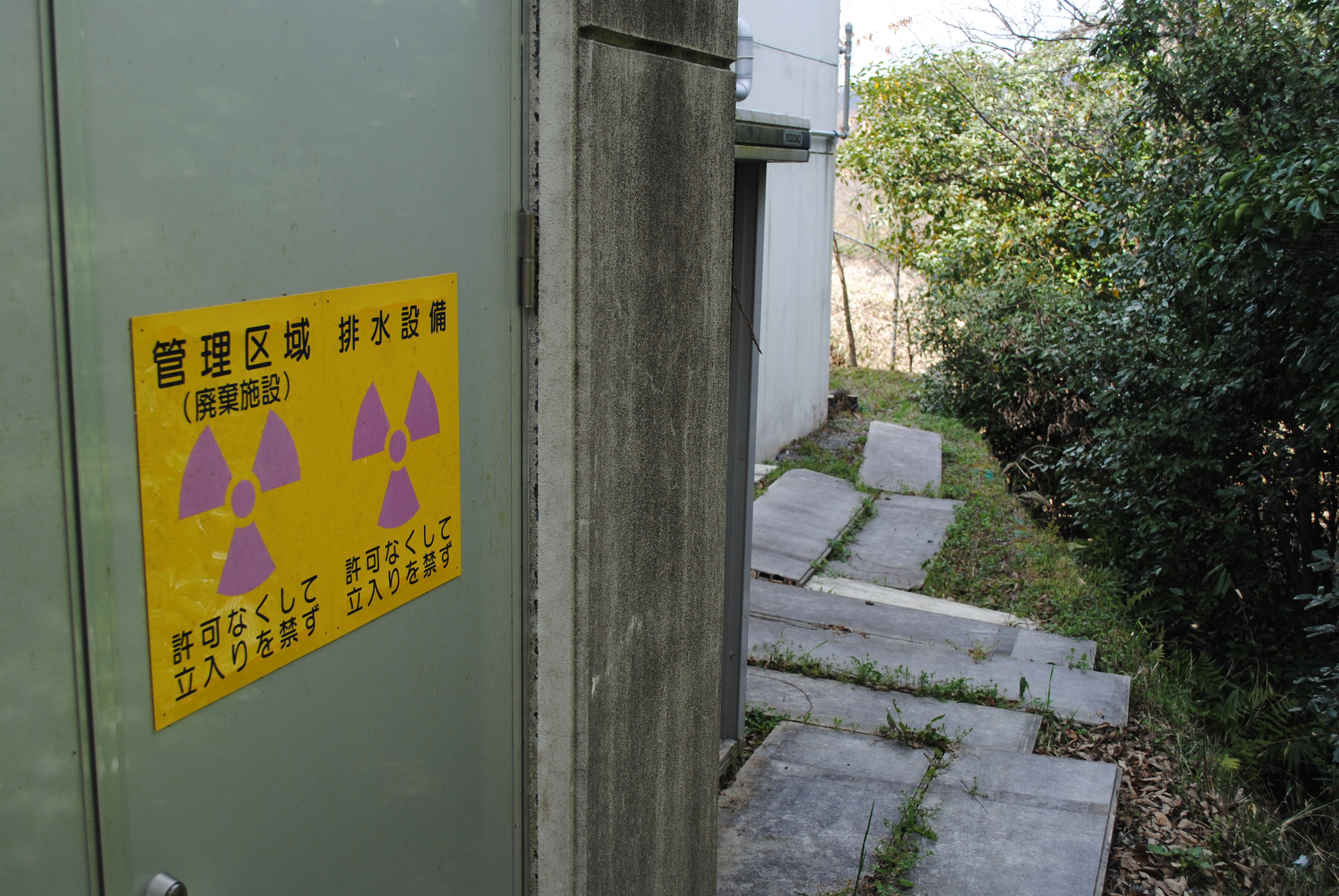
放射性物質管理区域
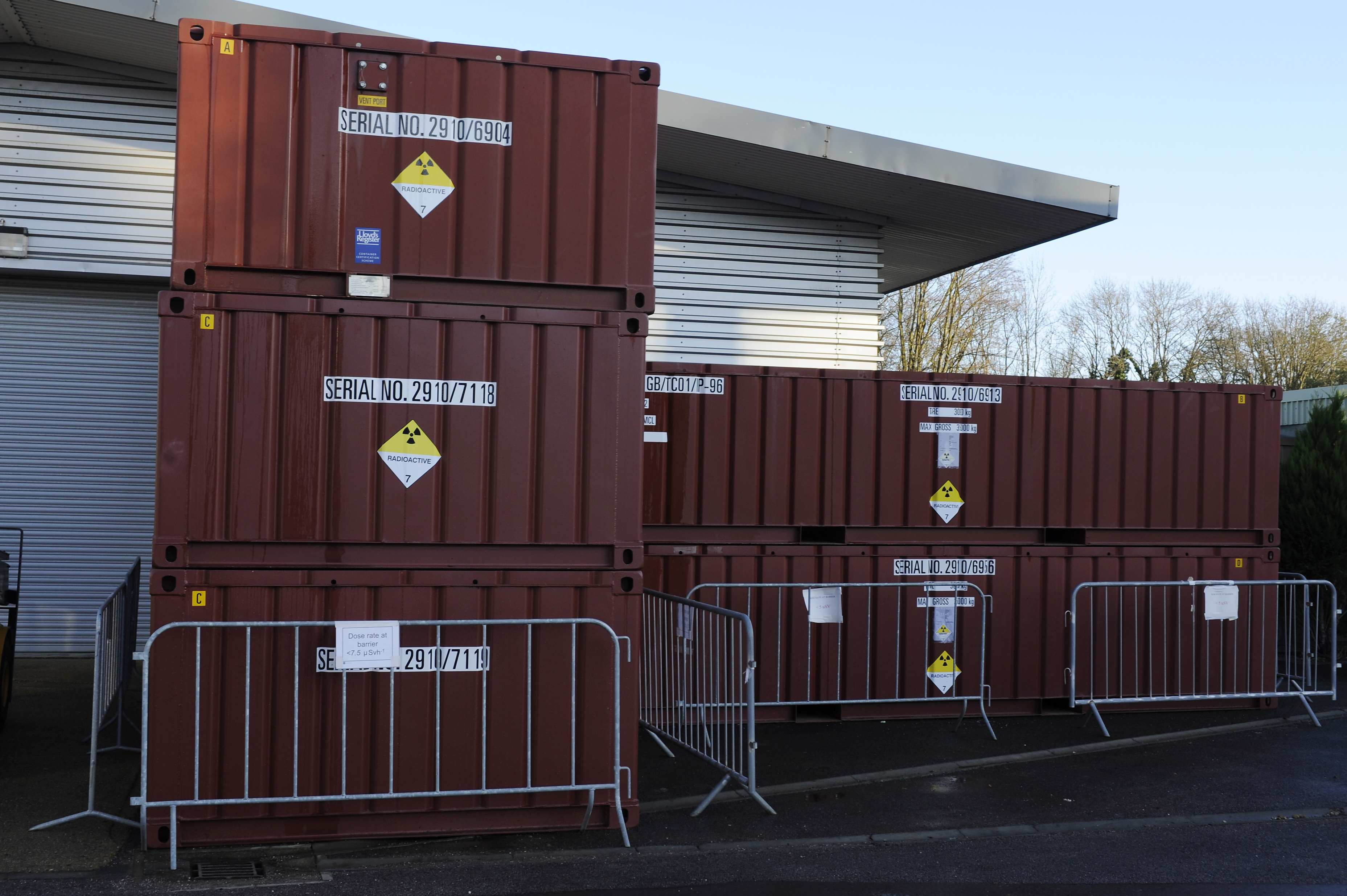
一半ISO垃圾箱准备运输

## 外部連結
- 香港天文台 （页面存档备份，存于）